# Лучешть (река)
Лучешть (рум. Luceşti) — река в Молдавии, протекающая в границах Кагульского района, правый приток реки Большая Салчия (бассейн Дуная). Является рекой третьего порядка.

## Название
Гидроним имеет молдавское происхождение, переводится как «блестящая» и связан с физическим процессом отражения света от поверхности воды.

## Описание
Река Лучешть берёт своё начало в 1,9 км к западу от северной окраины села Хулубоая, из дождевого источника на высоте 209,1 м, откуда формирует своё русло и следует по направлению с севера на юг до села Букурия, где в 0,3 км к западу от его северной окраины, впадает в реку Большая Салчия на высоте 71,5 м. Река Лучешть имеет естественное течение.
В верхнем течении долина реки широкая, расширяющаяся и неглубокая, имеет форму полукруга с плавными спусками. В среднем и нижнем течении долина приобретает трапециевидную форму. Ширина между краями склонов от 11 м до 1,1 км. Оба склона используются для выращивания сельскохозяйственных культур и выпаса скота. Русло реки представляет собой удлинённую вогнутость, которая обеспечивает непрерывное течение потока дождевой воды.
В среднем течении река протекает по постепенно расширяющейся долине через село Лучешть Кагульского района. Левый склон частично покрыт лесом и виноградниками. На правом высажены зерновые культуры, виноградники и плодовые деревья. Пойма реки двухсторонняя, асимметричная (ширина 165 м, с левой стороны 125 м), неровная и сухая. Русло реки илистое, шириной 1,0 м и толщиной ила от 0,1 до 0,15 м. Берега с глиняным субстратом, высотой 0,2-0,4 м. Глубина реки в среднем течении 0,03 м. Течение ленивое, скорость воды 0,13 м/с. Максимальные уровни воды и связанные с ними разливы в реке наблюдаются в период весеннего таяния снега, а также после выпадения ливневых осадков в летний период, что может вызывать затопление значительных территорий.

## Морфометрические и морфографические характеристики
- длина основного русла 12,4 км[1];
- длина бассейна 13,9 км[1];
- площадь бассейна 30,9 км²[1];
- падение 137,6 м, средний уклон составляет 16,8 м/км (0,0168 %)[1];
- извилистость реки 1,109[1];
- плотность гидрографической сети 0,969 км/км²[1];
- доля озёр 0,959 %[1];
- доля лесов 32,277 %[1].

## Устье реки
Река Лучешть впадает в реку Большая Салчия на высоте 71,5 м. Устье находится в 300 м западнее северной окраины села Букурия.

## Экологическое состояние реки
Основное антропогенное воздействие на экологическое состояние реки Лучешть оказывает хозяйственная деятельность населения сёл Хулубоая и Лучешть по причине отсутствия очистных сооружений.
К природным факторам воздействия на качественные параметры реки относятся интенсивные ливневые осадки, в результате которых интенсификуются процессы смыва с поверхности водосборов твёрдых частиц, химических веществ, используемых в сельском хозяйстве, а также бытового мусора.